# 黑海鰍
黑海鰍為輻鰭魚綱鯉形目鰍科的其中一種，為温帶淡水魚，分布於歐洲黑海北部及亞速海沿岸淡水流域，體長可達9.3公分，棲息在底層水域，生活習性不明。

## 扩展阅读
維基物種上的相關：黑海鰍